# Al Habtoor City
Al Habtoor City est un complexe résidentiel et hôtelier de gratte-ciel situé à Dubaï aux Émirats arabes unis. L'ensemble réparti sur près de 9 hectares est composé de trois hôtels de luxe (Habtoor Palace, V Hôtel Dubaï et Hilton Dubaï Al Habtoor City pour un total de 1 600 chambres) et de trois tours résidentielles.
L'hôtel Hilton Dubaï comporte un spa de 4 000 m2.
Les trois tours résidentielles – Noora, Amna et Meera, comprennent deux immeubles résidentiels de 75 étages et une troisième tour de 52 étages pour un total de 1 460 appartements dont 12 penthouses. Al Habtoor City met également en vedette un spectacle permanent de 1 300 places sur le thème de l’eau crée par Franco Dragone et appelé La Perle.
Al Habtoor City comprend également une académie de tennis, des boutiques, un supermarché, des restaurants, une clinique de soins, une hélisurface, un parking de 5 000 places, un espace de loisir et détente (leisure deck) de 11 150 m2 avec plusieurs piscines et une salle de sport de 570 m2.
Les tours Amna et Noora ont une hauteur de 307 mètres. La tour Meera a quant à elle une hauteur de 213 mètres.
En 2016 est lancé le chantier d'une nouvelle tour nommée Habtoor Tower qui comprendra 1700 appartements de grand luxe sur 81 étages pour une surface totale de 326 769 mètres carrés.